# Tholera pallida
Tholera pallida là một loài bướm đêm trong họ Noctuidae.